# Zdeněk Godla
Zdeněk Godla (* 25. května 1975, Chomutov) je český herec romského původu.
K herectví se dostal náhodou při veřejně prospěšných pracích v Chomutově, kde v tu dobu probíhal casting do filmu Cesta ven (2014). Přihlásil se a dostal roli. Zaujal při tom režiséra Petra Václava, který jej následně obsadil i do dalších filmů (Nikdy nejsme sami, Skokan).
Zatím největšího diváckého ohlasu dosáhl v roli romského popeláře Franty v seriálu Most! (2019) z produkce České televize.
Dostal nabídku hrát v televizní minisérii Stockholmský syndrom, roli ale odmítl.
V roce 2021 se zúčastnil soutěže StarDance …když hvězdy tančí, konkrétně jedenácté řady. Jeho taneční partnerkou byla Tereza Prucková, se kterou vypadl ve čtvrtém kole.

## Filmografie
- Cesta ven (2014) … Štefan
- Nikdy nejsme sami (2016) … pasák Milan
- Skokan (2016) … bývalý pasák
- Přátelské setkání nad sportem (studentský krátkometrážní film, 2017)
- Štafl (seriál Stream.cz, 2018, 2 epizody)
- Most! (TV seriál, 2019) … Franta
- Rapl (TV seriál, 2019, epizoda Echt gold) … zloděj Varga
- Ordinace v růžové zahradě 2 (TV seriál, 2019) … Ludva, bratr Boba Švarce[6]
- Štěstí je krásná věc (2020)[7]
- Případ mrtvého nebožtíka (2020) … vrátný
- Marco (2021) … Zola
- Il Boemo (2022) … karetní hráč
- Bastardi 4: Reparát (2023) … Ivan[8]
- Invalida (2023) … Gabo Angalaj
- Villa Lucia (2023)
- Společně sami (2024) … školník Igor
- Když lumpa trápí pumpa (TV film, 2025) … Jakub Žiga

Videoklipy
- Marek Ztracený: Dvě lahve vína, 2019[9]
- Kapitán Demo ft. Zdeněk Godla & Jan Bendig: Čardáš, 2022[10]